# Konfiskation
Konfiskation (lat. confiscatio) betyder inddragelse af faste- og  monetære værdier fra en person eller virksomhed, normalt til fordel for statskassen.
Politisk blev der i lande som Nazityskland, Sovjetunionen etc., udfærdiget love, som gav samfundet hjemmel til at konfiskere uønskede personers ejendom, formuer og andre værdier.
I okkuperede lande ses ofte, at okkupanten gør brug af konfiskation af alt af værdi, føde- og industriprodukter, krigsmateriel, fast ejendom og meget andet.
Det er væsentligt at bemærke forskellen mellem konfiskation og beslaglæggelse. Sidstnævnte er en midlertidig inddragelse af genstande, som foretages fx af politiet. Beslaglæggelse kan ske med henblik på konfiskation, men kan også ske af andre grunde.

## Danske regler for konfiskation
De vigtigste regler for konfiskation fremgår af straffelovens §§ 75-77, ifølge hvilke udbyttet ved en strafbar handling helt eller delvis kan  konfiskeres. 
Retten til konfiskation omfatter også genstande, som har været anvendt til, er frembragt til eller i øvrigt har forbindelse til en forbryderisk handling.
I stedet for konfiskation af de fysiske genstande kan der konfiskeres et beløb, som svarer til disses værdi. 
Bestemmelserne indeholder bl.a. særlige regler for
- hvorledes der skal forholdes over for dem, som senere har erhvervet genstande, som nu skal konfiskeres
- hvordan der skal forholdes overfor den kriminelles ægtefælle eller samlever
- hvordan der skal forholdes, såfremt udøveren af den kriminelle handling er afgået ved døden

Hvis nogen har et erstatningskrav i anledning af den lovovertrædelse, som har medført konfiskation, kan det konfiskerede anvendes til dækning af erstatningskravet, og værdien af det går altså i denne situation ikke i statskassen.
Udover de nævnte bestemmelser i straffeloven findes der konfiskationsbestemmelser i nogle særlove.
Færdselslovens kapitel 18a indeholder hjemmel til konfiskation af motorkøretøjer i tilfælde, hvor føreren flere gange har gjort sig skyldig i overtrædelse af færdselsloven, hvis det må anses for påkrævet for at forebygge yderligere overtrædelser af færdselsloven, ligesom der er hjemmel til at foretage konfiskation af et køretøj tilhørende den person, der har foretaget overtrædelsen, selvom køretøjet ikke er anvendt ved overtrædelsen. Ved en lovændring fra 2014 er det blevet indskærpet, at der skal ske konfiskation i en række bestemte tilfælde, bl.a. ved spirituskørsel med alkoholpromille på over 2,00.
Danmark vedtog efter 2. verdenskrig i 1946 en lov, der gav mulighed mulighed for at konfiskere tysk og japansk ejendom i riget.